# François Doubin
François Doubin, né le 23 avril 1933 à Paris et mort le 18 juin 2019 à Saint-Ouen-de-Sécherouvre (Orne), est un haut fonctionnaire et homme politique français.
Ancien président du MRG et ancien ministre, il a été maire d’Argentan de 1989 à 2001 et conseiller général et régional.

## Carrière
François Doubin commence sa carrière en tant que chargé de mission au cabinet de Félix Houphouët-Boigny (ministre d'État, puis ministre de la Santé publique et de la Population, puis à nouveau ministre d'État 1957 à 1959). Il est ensuite administrateur civil au ministère de l'Industrie de 1963 à 1965. En 1978, il devient secrétaire national du MRG et est élu conseiller municipal de Soligny-la-Trappe en 1984. Il est également candidat aux élections européennes de juin 1984 sur la liste ERE (Entente Radicale et Écologiste pour les États-Unis d'Europe) qu'il conduit avec Olivier Stirn (Union Centriste et Républicaine) et Brice Lalonde (écologiste), la liste obtient 3,32 % des voix.
Il est élu président du MRG en 1985 et occupe cette fonction jusqu'en 1988, est nommé ministre délégué chargé du commerce et de l'artisanat puis Ministre délégué à l'artisanat, au commerce et à la consommation de 1988 à 1992 dans le 2e gouvernement de Michel Rocard. Il est également conseiller général du Canton d'Argentan-Ouest de 1992 à 1998, conseiller régional de Basse-Normandie de 1998 à 2004 et maire PRG d'Argentan de 1989 à 2001.
En plus de ses fonctions politiques, il a également exercé plusieurs autres responsabilités professionnelles, notamment en tant que président directeur général du CFCE de 1992 à 1996, président du groupe d'experts sur le commerce international rattaché au ministre du Commerce extérieur de 1996 à 1997.
Il est inhumé dans l'ancien cimetière de Soligny-la-Trappe dans l'Orne.

## Décorations
- Officier de la Légion d'honneur (2001)

## Prix
- Prix Jean-Paul-Clément 2012[2].